# 유메타 컴퍼니
유메타 컴퍼니(ゆめ太カンパニー, Yumeta Company) 또는 주식회사TYO애니메이션즈(株式会社TYOアニメーションズ, TYO Animations Inc.)는 일본의 애니메이션 스튜디오이다.

## 역사
유메타 컴퍼니는 할 필름 메이커(Hal Film Maker)를 흡수하고 이름을 TYO 애니메이션즈로 변경했다.
2017년 12월 1일, 메모리 테크 홀딩스(Memory Tech Holdings)는 TYO 애니메이션즈를 인수하여 그라피니카(Graphinica)의 자회사가 되었다고 발표했다. 또한 회사의 이름이 유메타 컴퍼니로 회귀할 것이라고 발표했다.

## 작품

### 텔레비전
- 머나먼 시공 속에서 자양화 꿈 이야기
- 금색의 코르다
- 미라클☆트레인
- 매일엄마
- 타마유라
- 은하에 킥오프!!
- 초역 백인일수 우타코이
- 타마유라
- 금색의 코르다
- 늑대소녀와 흑왕자
- 유루유리
- 테라포마스
- Re:스테이지!
- CUE!
- 베리베리 뮤우뮤우

### OVA/ONA
- 금색의 코르다
- 유루유리
- 아리아 (만화)

### 영화
- 머나먼 시공 속에서
- 타마유라
- 디지몬 어드벤처 라스트 에볼루션: 인연
- 파워 디지몬